# منطق انماس بارکاهشی

یک دروازه NAND انماس بارکاهشی که از یک ترانزیستور کاهشی برای بار استفاده کرده

در مدارهای مجتمع، انماس بارکاهشی نوعی خانواده منطقی دیجیتالی است که برخلاف خانواده‌های منطقی قبلی انماس (نیم‌رسانا فلز اکسید نوع-n) که بیش از یک ولتاژ منبع تغذیه متفاوت نیاز دارند، فقط از یک ولتاژ منبع تغذیه استفاده می‌کند. اگرچه ساخت این مدارهای مجتمع نیاز به مراحل فرآوری اضافی دارد، اما بهبود سرعت کلیدزنی و حذف منبع تغذیه اضافی، این خانواده منطقی را به گزینه مطلوب بسیاری از ریزپردازنده‌ها و سایر عناصر منطقی تبدیل کرد.
ماسفت‌های نوع n با حالت کاهشی به عنوان ترانزیستورهای بار، عملکرد تک ولتاژی را امکان‌پذیر می‌کنند و سرعت بیشتری نسبت به افزاره‌های با بارافزایشی خالص به دست می‌آورند. این تا حدی به این دلیل است که ماسفت‌های حالت کاهشی می‌توانند منبع جریان بهتری نسبت به ترانزیستورهای حالت افزایشی ساده‌تر باشند، به‌ویژه زمانی که ولتاژ اضافی در دسترس نباشد (یکی از دلایلی که تراشه‌های PMOS و NMOS اولیه چندین ولتاژ را می‌خواستند).
برخی از طرح‌های انماس بارکاهشی هنوز هم تولید می‌شوند، معمولاً به‌طور موازی با نمونه‌های جدید سیماس. یک نمونه از این موارد Z84015 و Z84C15 است.